# Martinssonopsis
Martinssonopsis is een geslacht van uitgestorven kreeftachtigen uit de klasse van de Ostracoda (mosselkreeftjes).

## Soorten
- Martinssonopsis indigirkensis Ivanova, 1963 †
- Martinssonopsis multifaria Ivanova, 1963 †